# 杜波伊斯 (印地安納州)
杜波伊斯（英語：Dubois）是位於美國印地安納州杜波伊斯縣的一個人口普查指定地區。

## 人口
根據2010年美國人口普查的數據，杜波伊斯的面積為4.14平方千米，當中陸地面積為4.07平方千米，而水域面積為0.07平方千米。當地共有人口488人，而人口密度為每平方千米117.87人。